# Achilles
Achilles (Latijn) of Achilleus (Oudgrieks: Ἀχιλλεύς, Akhilleús) is een figuur uit de Griekse mythologie. Hij is de belangrijkste held uit de Trojaanse Oorlog en de hoofdpersoon in het boek van Homerus, Ilias. Homerus beschrijft de held als de schoonste, de dapperste, sterkste en verhevenste van alle helden. Latere legenden (Statius) beschrijven dat Achilles alleen kwetsbaar was in zijn hiel. Dit werd dan ook zijn dood, hij stierf door een giftige pijl die hem raakte in zijn hiel. De term achilleshiel is te herleiden tot dit verhaal.
Achilles was de zoon van Peleus, de koning van de Myrmidonen in het Griekse Thessalië, en de Nereïde Thetis, de dochter van Nereus, de kleinzoon van Aiakos (Aeacus) en hierdoor een afstammeling van Zeus. Hij wordt vaak "Peleide" of "Aiakide" genoemd, epitheta die herinneren aan de afkomst van de snelvoetige Achilles. Samen met Deidameia, dochter van koning Lykomedes van Skyros, had hij een zoon Neoptolemos, eveneens een voorname held uit de Trojaanse Oorlog.

## Leven
Hij was de dapperste, schoonste, sterkste en verhevenste van alle Griekse heroën, die naar Troje trokken, en de grootste figuur in de Ilias van Homerus, die in dit heldendicht zijn daden heeft bezongen, zonder evenwel iets van zijn leven vóór de tocht te verhalen. Dit leven was volgens latere schrijvers zeer rijk in wonderbaarlijke gebeurtenissen. Ook heeft hij veel mensen gedood, onder meer in de Trojaanse Oorlog. Centraal in de mythe van Achilles staat zijn verhouding met Patroklos, in verschillende bronnen omschreven als diepe vriendschap of liefde. Hij kwam om het leven in de strijd tegen Troje.

## Karakter
Achilles heeft een complex karakter. Hij komt in de Ilias naar voren als een ideale, jonge, mooie, dappere en vechtlustige held met sterke emotionele trekken. Zo heeft hij een sterke haat tegen vijanden en een grote liefde voor zijn vrienden, is hij snel tot tranen geroerd en handelt hij overhaast. Achilles neemt beslissingen vanuit de emoties die hij voelt. Er is in de loop der jaren steeds meer de nadruk gelegd op deze emotionele kant. Hij werd later beschouwd als het tegenbeeld van de stoa, waar de nadruk wordt gelegd op het verstand in plaats van het gevoel. Odysseus is voor deze filosofie een goed voorbeeld, hij handelt vanuit zijn verstand.
Opmerkelijk aan Achilles is dat hij ondanks zijn extreme uitingen beschikt over inzicht en zelfkennis. Hij weet in tegenstelling tot Hektor al dat hij zal sterven. In zijn toespraak (Ilias IX, 308-429) twijfelt hij aan zijn plicht als held en overweegt hij om naar huis terug te keren. Liever zou hij een rustig leven thuis leiden dan eer te behalen in de Trojaanse Oorlog. Omdat hij zich bewust is van zijn sterfelijkheid, zijn geliefde Patroklos is dood en hij zal zelf ook sterven, maakt hij zijn vijanden zonder genade in koelen bloede af. (Ilias XXI, 34-135)

## Geboorte en jeugd

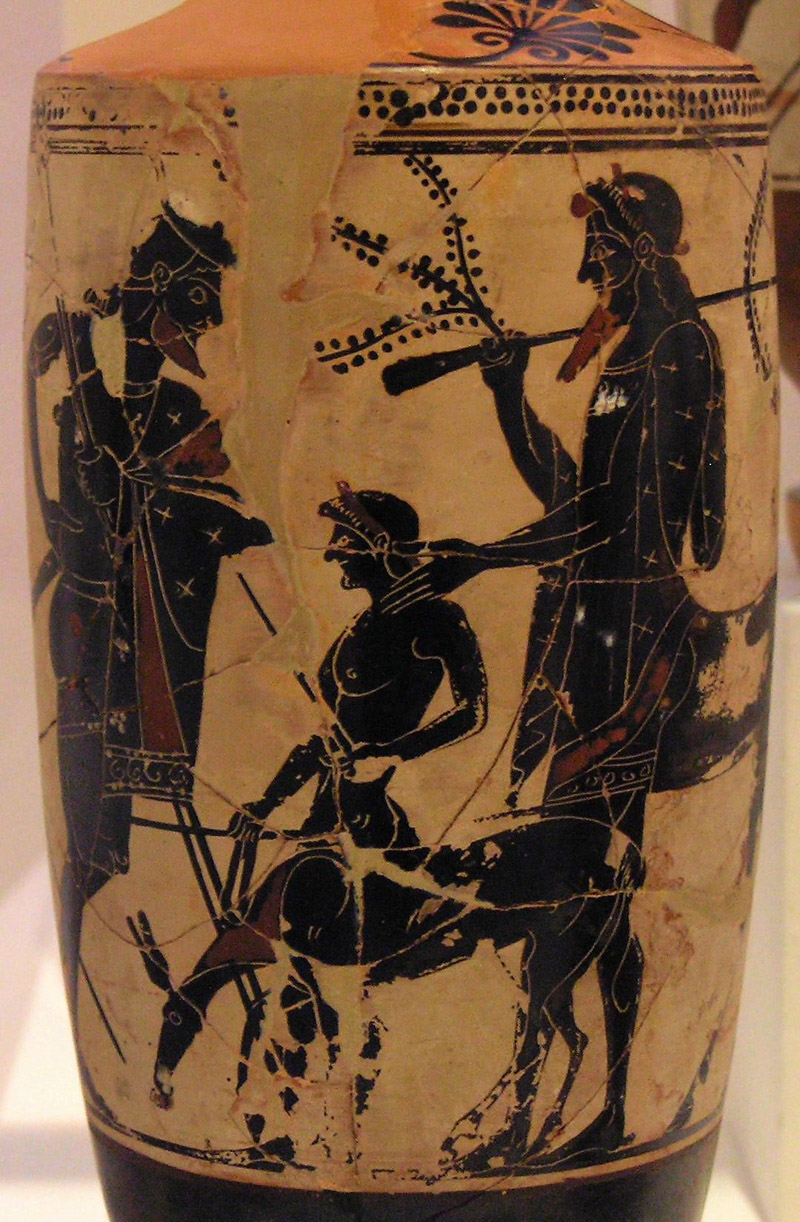
Peleus vertrouwt Achilles toe aan Cheiron (lekythos met witte achtergrond, ca. 500 v.Chr., Nationaal Archeologisch Museum van Athene).

Vóór hun huwelijk hadden Zeus en Poseidon ook naar de hand van de zeenimf Thetis gedongen, tot Prometheus Zeus op de hoogte bracht van een voorspelling: Thetis zou een zoon ter wereld brengen die zijn vader zou overtreffen. Daarom trokken de twee goden zich terug als vrijers en lieten haar met Peleus trouwen. Zoals bij de meeste mythen bestaat er ook een alternatieve versie van dit verhaal: in de Argonautica (IV 760) zinspeelt Hera op de kuise afwijzing van Zeus' avances door Thetis, die dus loyaal zou zijn geweest aan Hera's huwelijksband.
Volgens Statius in zijn Achilleïs, de enige bekende bron voor deze versie, dompelde Achilles' moeder hem dadelijk na zijn geboorte in de fontein van de Styx (rivier in Hades, de onderwereld), om hem onkwetsbaar te maken. Achilles bleef daarbij alleen kwetsbaar aan zijn hiel, de plek waar zijn moeder hem tijdens het onderdompelen had vastgehouden. 
Volgens een oudere mythe smeerde Thetis hem in met ambrozijn en hield hem toen boven een magisch vuur om het sterfelijke deel weg te branden. Toen ze hierbij werd onderbroken door haar echtgenoot, liet ze hem en haar kind in haar woede achter.
Niettemin zegt geen van de bronnen voor Statius iets over deze onkwetsbaarheid. Homerus verhaalt in zijn Ilias zelfs hoe Achilles werd verwond: de Paeonische heros Asteropaeus, zoon van Pelagon, daagde Achilles uit bij de rivier de Skamander. Hij wierp tegelijkertijd twee speren, waarvan een de elleboog van Achilles schampte, "een spoor van bloed trekkend".
Ook in de fragmentarische gedichten van de Epische Cyclus die een beschrijving van zijn dood bevatten, zoals de Cypria (onbekend auteur), de Æthiopis door Arctinus van Milete, de Ilias Mikrà door Lesches van Mytilene en Iliou pèrsis door Arctinus van Milete, is er geen enkele verwijzing te vinden naar zijn onkwetsbaarheid of zijn beroemde Achilleshiel. In de latere vaasschilderingen die de dood van Achilles voorstellen, treft de pijl (of in vele gevallen pijlen) zijn lichaam.
Zijn vader gaf hem Phoinix tot leermeester, de zoon van Amyntor, die hem worstelen, lopen, rijden en het citerspel leerde. Hij kreeg de paarden Xanthus en Balius, die aan zijn vader als huwelijksgeschenken waren gegeven. Bovendien onderwees de Centaur Cheiron hem in de chirurgie op de Pilionberg.

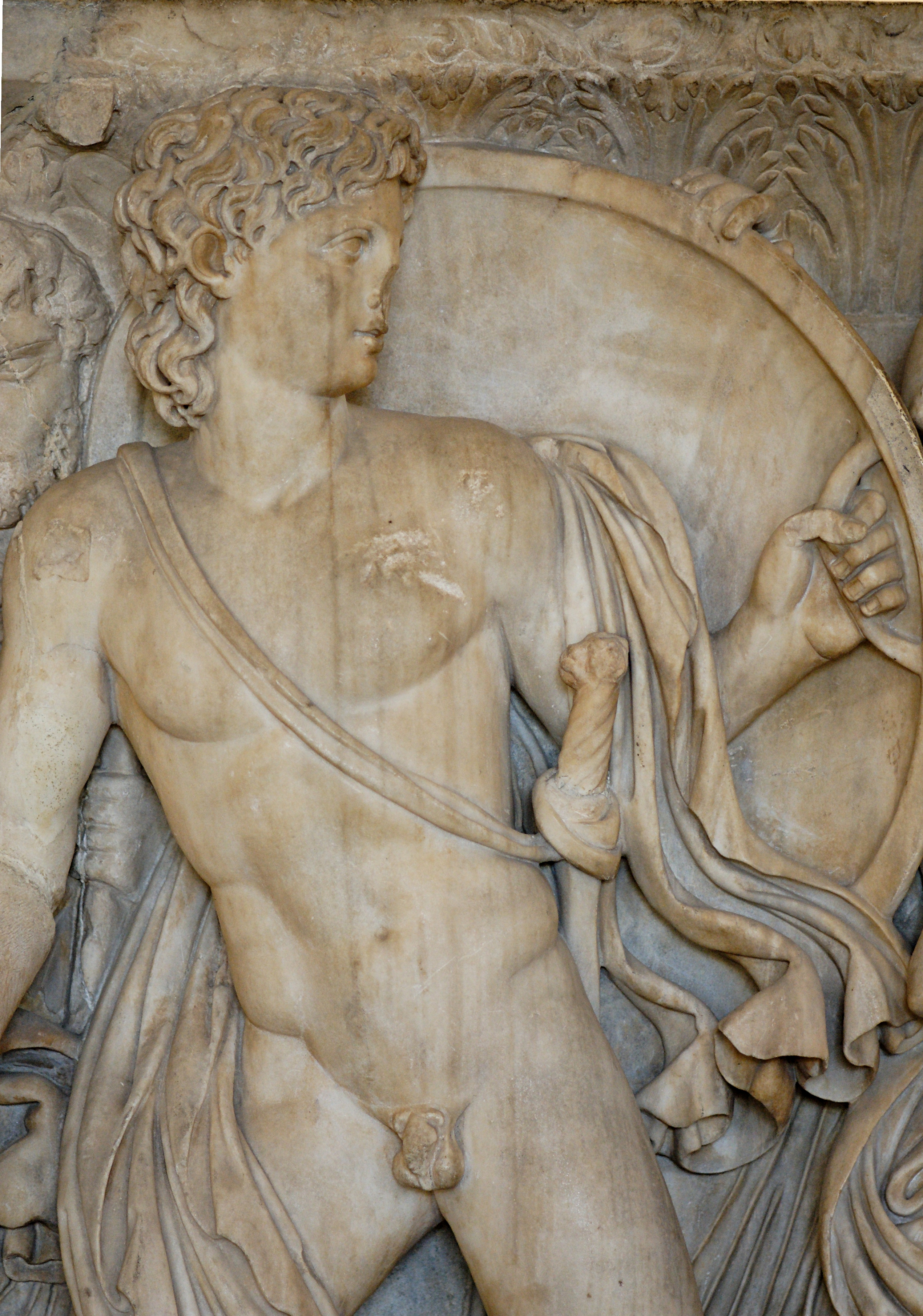
Achilles bij Lycomedes (bas-reliëf van een Atheense sarcofaag, ca. 240, Louvre)

## Oorlog tegen Troje
Hij vertrok met vijftig schepen naar Troje, vergezeld door zijn leermeester Phoinix en zijn boezemvriend Patroclus. Achilles moest kiezen tussen een lang en vreedzaam, maar roemloos leven en een vroegtijdige, maar beroemde dood. Tot droefheid van zijn moeder koos hij voor dat laatste. Gedurende de eerste jaren van de Trojaanse Oorlog verwoestte hij twaalf steden aan de kust en elf in het Trojaanse binnenland, en zolang hij in de gelederen van de Grieken streed, behielden zij de overhand op de Trojanen. In alle gevaren stond hij onder de bijzondere bescherming van Pallas Athena en van Hera.
Toen de Grieken uitvoeren voor de oorlog tegen Troje, legden zij toevallig aan in Mysië, waar koning Telephos regeerde. In de strijd die toen uitbrak bracht Achilles Telephos een wond toe die niet wilde genezen. Telephos won de raad in van een orakel, dat verklaarde dat "hij die verwondde, zal genezen".
Volgens andere verhalen in Euripides' verloren gegane toneelstuk over Telephos, ging hij verkleed als bedelaar naar Aulis en vroeg daar aan Achilles om zijn wond te genezen. Achilles weigerde en beweerde geen medische kennis te hebben. Daarop hield Telephos Orestes gegijzeld, voor wiens vrijlating hij van Achilles eiste dat hij zijn wond hielp genezen. Odysseus redeneerde daarop dat het de speer was die de wond had toegediend en dat daarom de speer ze ook moest kunnen genezen. Stukken van de speer werden afgeschraapt op de wond en Telephos genas.
Volgens Plutarchus en de Byzantijnse geleerde Ioannes Tzetzes bevocht en doodde Achilles, zodra de Griekse schepen in Troje aankwamen, Cycnus van Colonae, een zoon van Poseidon, die buiten zijn hoofd onkwetsbaar was.

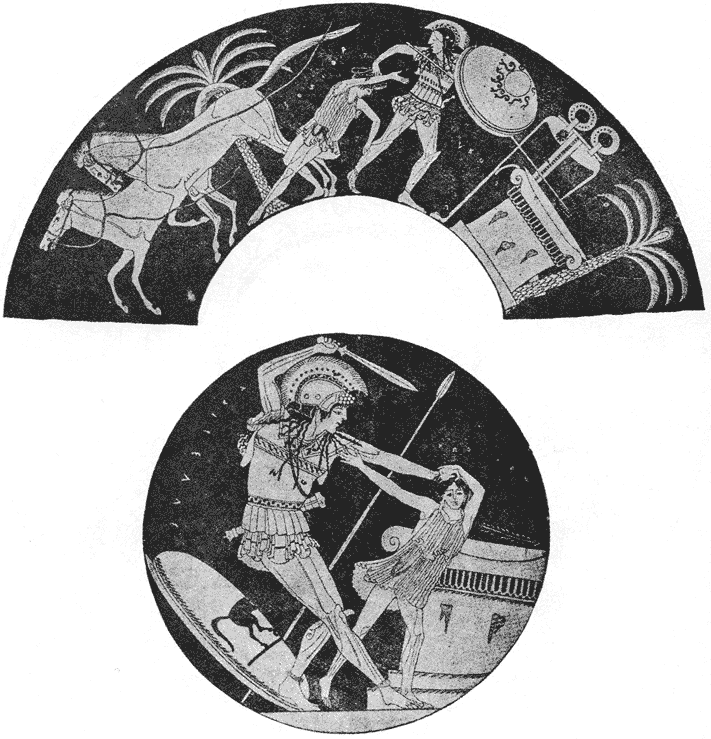
Achilles doodt Troïlus (witfigurige kylix getekend door Euphronius, nu in Perugia)

Volgens Dares Phrygius' De excidio Troiae historia ("Verslag van de verwoesting van Troje"), de Latijnse samenvatting die het verhaal van Achilles doorgaf aan middeleeuws Europa, zag Achilles Troïlos, de jongste zoon van Priamos en Hekabe (waarvan sommigen zeggen dat Apollo zijn vader was), terwijl hij zijn paarden buiten de muren van Troje liet drinken aan de Leeuwenfontein. Achilles werd bekoord door Troïlos' schoonheid, die door Ibycus werd beschreven als "goud driemaal verfijnd". Troïlos wees de avances van Achilles af en zocht zijn toevlucht in de tempel van Apollo. Achilles achtervolgde Troïlos daarop in het toevluchtsoord en onthoofdde hem op het altaar van de god zelf. Op dat moment zou Troïlos een jaar jonger zijn geweest dan twintig jaar, volgens de legende de leeftijd die Troïlos moest bereiken opdat Troje oninneembaar zou worden.

### De Briseïs-affaire

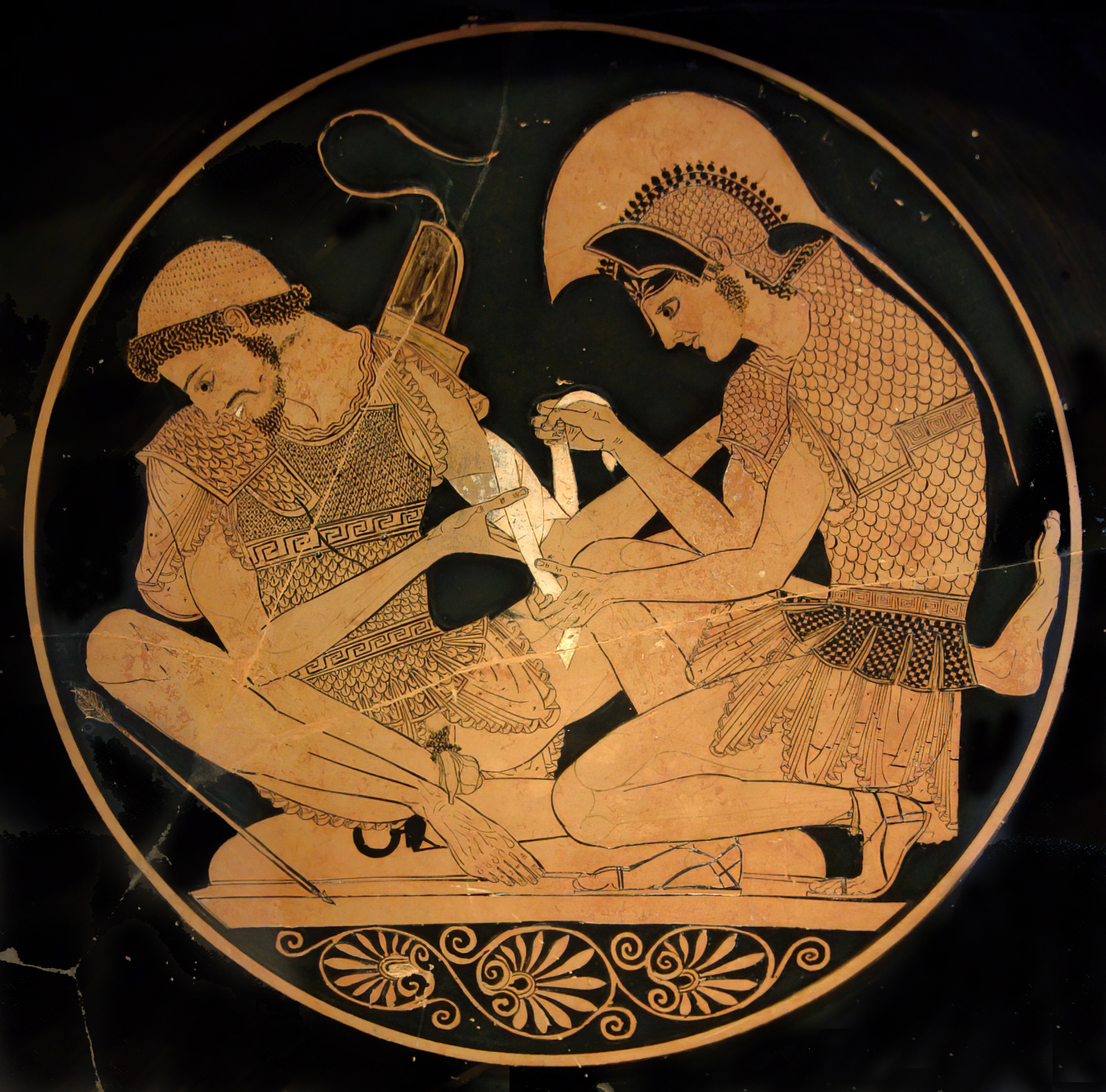
Achilles verzorgt Patroklos (Etruskische roodfigurige kylix van de Sosias-schilder, ca. 500 v.Chr., Staatliche Museen te Berlijn)

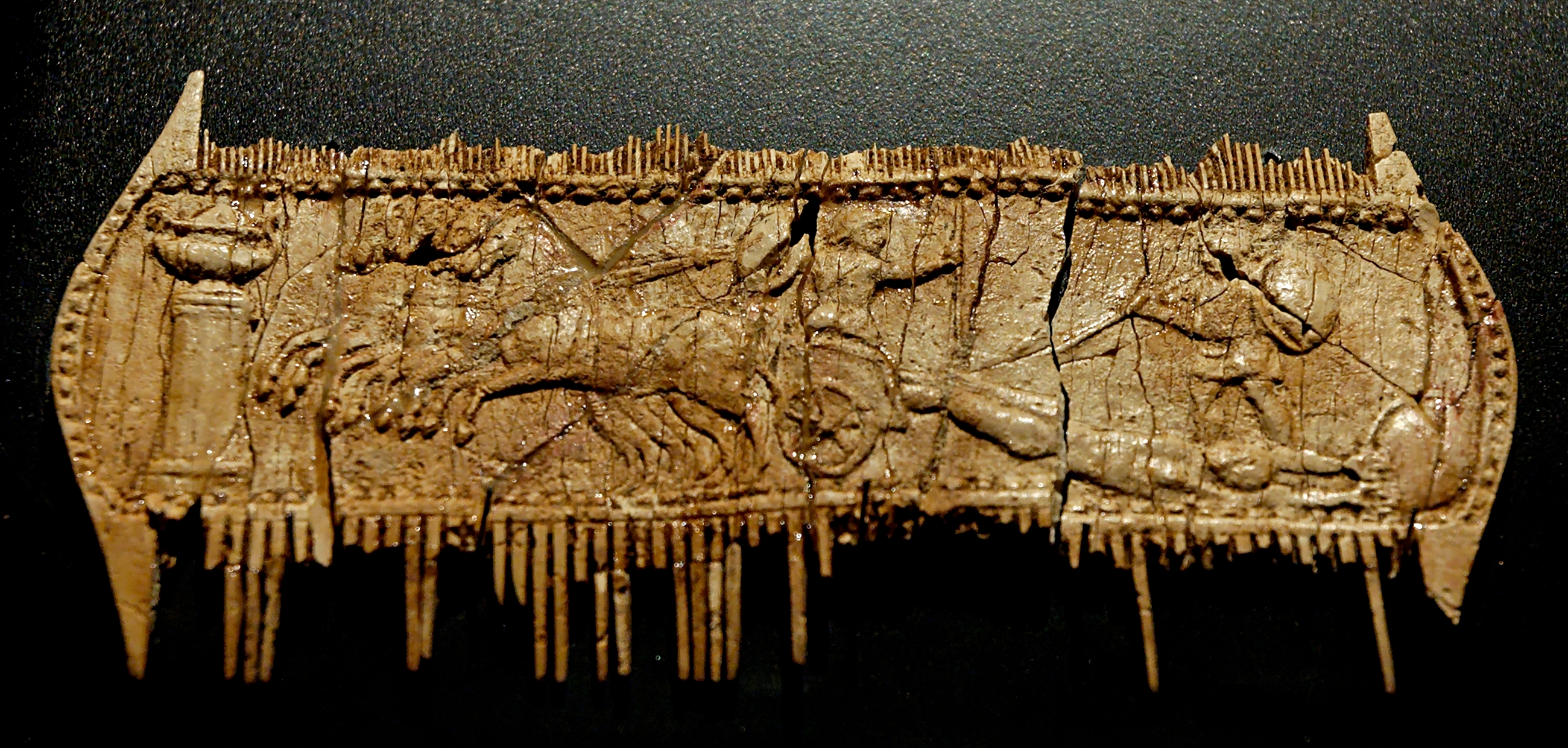
Achilles sleept het lijk van Hektor achter zijn strijdwagen aan (benen kam gevonden te Oria, tweede helft 1e eeuw v.Chr., Nationaal Archeologisch Museum van Tarente)

In Lyrnessos, een van de door hem veroverde steden, maakte Achilles een mooi meisje buit: Briseïs, de dochter van Brises. Agamemnon, de opperbevelhebber van de Grieken, had bij een vergelijkbare actie de schone Chryseïs buitgemaakt. Zij was een dochter van Chryses, een priester van Apollo. Haar vader bood een enorm losgeld voor haar, maar Agamemnon weigerde Chryseïs terug te geven. Daardoor brak er door toedoen van Apollo pest uit in het Griekse kamp. Ten slotte werd Agamemnon door Calchas, die hierin werd gesteund door Achilles, aangeraden om haar terug te geven aan haar vader en grote offers te brengen ter ere van Apollo, om de pest weer af te wenden. Uit wraak eiste Agamemnon Briseïs op, om Achilles te straffen voor zijn steun aan Calchas. Achilles was koppig en bleef mokken omdat hij Briseïs kwijt was. Hij weigerde nog mee te vechten en mengde zich pas weer in de strijd na het sneuvelen van zijn vriend Patroclus (die Achilles' harnas had aangetrokken).

### Dood van Achilles
Volgens de meeste legenden werd Achilles tegen het eind van de Trojaanse Oorlog gedood door een pijl, afgeschoten door Paris. In sommige legenden wordt daarbij verteld dat die pijl in Achilles' hiel geschoten werd, dat de pijl giftig was of dat de pijl geleid werd door Apollo. Paris, gewoonlijk afgebeeld als lafaard, krijgt in deze verhalen geen waardering voor zijn daad. De plek is verschillend in de mythen. Soms vindt dit plaats op het slagveld, soms gebeurt het tijdens het huwelijk met Polyxena.

## Verering
De cultus van Achilles was niet beperkt tot zijn tombe: hij werd tevens vereerd in Erythrai (Klein-Azië), Sparta en Elis (Peloponnesos) alsook op Astypalaia, een Cycladisch eiland. Er was een archaïsche cultus van Achilles op Leuce Eiland, het Witte Eiland, in de Zwarte Zee, met een tempel en een orakel dat tot in de Romeinse periode bleef voortbestaan.

## Stamboom
|         |         |         |         |         |         |      |      |           |           |           |           |           |           |          |          |          |          |          |          |          |          |          |          |          |          |        |        |             |             | Oceanus     | Oceanus     | Oceanus     | Oceanus     | Oceanus   | Oceanus   |           |           | Tethys | Tethys | Tethys     | Tethys     | Tethys     | Tethys     |            |            |          |          |           |           |           |           |           |           |       |       |       |       |
|         |         |         |         |         |         |      |      |           |           |           |           |           |           |          |          |          |          |          |          |          |          |          |          |          |          |        |        |             |             | Oceanus     | Oceanus     | Oceanus     | Oceanus     | Oceanus   | Oceanus   |           |           | Tethys | Tethys | Tethys     | Tethys     | Tethys     | Tethys     |            |            |          |          |           |           |           |           |           |           |       |       |       |       |
|         |         |         |         |         |         |      |      |           |           |           |           |           |           |          |          |          |          |          |          |          |          |          |          |          |          |        |        |             |             |             |             |             |             |           |           |           |           |        |        |            |            |            |            |            |            |          |          |           |           |           |           |           |           |       |       |       |       |
|         |         |         |         |         |         |      |      |           |           |           |           |           |           |          |          |          |          |          |          |          |          |          |          |          |          |        |        |             |             |             |             |             |             | Asopus    | Asopus    | Asopus    | Asopus    | Asopus | Asopus |            |            | Metope     | Metope     | Metope     | Metope     | Metope   | Metope   |           |           |           |           |           |           |       |       |       |       |
|         |         |         |         |         |         |      |      |           |           |           |           |           |           |          |          |          |          |          |          |          |          |          |          |          |          |        |        |             |             |             |             |             |             | Asopus    | Asopus    | Asopus    | Asopus    | Asopus | Asopus |            |            | Metope     | Metope     | Metope     | Metope     | Metope   | Metope   |           |           |           |           |           |           |       |       |       |       |
|         |         |         |         |         |         |      |      |           |           |           |           |           |           |          |          |          |          |          |          |          |          |          |          |          |          |        |        |             |             |             |             |             |             |           |           |           |           |        |        |            |            |            |            |            |            |          |          |           |           |           |           |           |           |       |       |       |       |
|         |         |         |         |         |         |      |      |           |           |           |           |           |           |          |          |          |          |          |          |          |          |          |          | Zeus     | Zeus     | Zeus   | Zeus   | Zeus        | Zeus        |             |             |             |             |           |           |           |           | Aegina | Aegina | Aegina     | Aegina     | Aegina     | Aegina     |            |            |          |          |           |           |           |           | Actor     | Actor     | Actor | Actor | Actor | Actor |
|         |         |         |         |         |         |      |      |           |           |           |           |           |           |          |          |          |          |          |          |          |          |          |          | Zeus     | Zeus     | Zeus   | Zeus   | Zeus        | Zeus        |             |             |             |             |           |           |           |           | Aegina | Aegina | Aegina     | Aegina     | Aegina     | Aegina     |            |            |          |          |           |           |           |           | Actor     | Actor     | Actor | Actor | Actor | Actor |
|         |         |         |         |         |         |      |      |           |           |           |           |           |           |          |          |          |          |          |          |          |          |          |          |          |          |        |        |             |             |             |             |             |             |           |           |           |           |        |        |            |            |            |            |            |            |          |          |           |           |           |           |           |           |       |       |       |       |
|         |         |         |         |         |         |      |      |           |           |           |           | Endeïs    | Endeïs    | Endeïs   | Endeïs   | Endeïs   | Endeïs   |          |          |          |          |          |          |          |          |        |        | Aeacus      | Aeacus      | Aeacus      | Aeacus      | Aeacus      | Aeacus      |           |           |           |           |        |        |            |            |            |            | Psamathe   | Psamathe   | Psamathe | Psamathe | Psamathe  | Psamathe  |           |           |           |           |       |       |       |       |
|         |         |         |         |         |         |      |      |           |           |           |           | Endeïs    | Endeïs    | Endeïs   | Endeïs   | Endeïs   | Endeïs   |          |          |          |          |          |          |          |          |        |        | Aeacus      | Aeacus      | Aeacus      | Aeacus      | Aeacus      | Aeacus      |           |           |           |           |        |        |            |            |            |            | Psamathe   | Psamathe   | Psamathe | Psamathe | Psamathe  | Psamathe  |           |           |           |           |       |       |       |       |
|         |         |         |         |         |         |      |      |           |           |           |           |           |           |          |          |          |          |          |          |          |          |          |          |          |          |        |        |             |             |             |             |             |             |           |           |           |           |        |        |            |            |            |            |            |            |          |          |           |           |           |           |           |           |       |       |       |       |
|         |         |         |         |         |         |      |      |           |           |           |           |           |           |          |          |          |          |          |          |          |          |          |          |          |          |        |        |             |             |             |             |             |             |           |           |           |           |        |        |            |            |            |            |            |            |          |          |           |           |           |           |           |           |       |       |       |       |
| Telamon | Telamon | Telamon | Telamon | Telamon | Telamon |      |      | Periboia  | Periboia  | Periboia  | Periboia  | Periboia  | Periboia  |          |          | Peleus   | Peleus   | Peleus   | Peleus   | Peleus   | Peleus   |          |          | Thetis   | Thetis   | Thetis | Thetis | Thetis      | Thetis      |             |             | Lycomedes   | Lycomedes   | Lycomedes | Lycomedes | Lycomedes | Lycomedes |        |        | Phocus     | Phocus     | Phocus     | Phocus     | Phocus     | Phocus     |          |          | Menoetius | Menoetius | Menoetius | Menoetius | Menoetius | Menoetius |       |       |       |       |
| Telamon | Telamon | Telamon | Telamon | Telamon | Telamon |      |      | Periboia  | Periboia  | Periboia  | Periboia  | Periboia  | Periboia  |          |          | Peleus   | Peleus   | Peleus   | Peleus   | Peleus   | Peleus   |          |          | Thetis   | Thetis   | Thetis | Thetis | Thetis      | Thetis      |             |             | Lycomedes   | Lycomedes   | Lycomedes | Lycomedes | Lycomedes | Lycomedes |        |        | Phocus     | Phocus     | Phocus     | Phocus     | Phocus     | Phocus     |          |          | Menoetius | Menoetius | Menoetius | Menoetius | Menoetius | Menoetius |       |       |       |       |
|         |         |         |         |         |         |      |      |           |           |           |           |           |           |          |          |          |          |          |          |          |          |          |          |          |          |        |        |             |             |             |             |             |             |           |           |           |           |        |        |            |            |            |            |            |            |          |          |           |           |           |           |           |           |       |       |       |       |
|         |         |         |         | Ajax    | Ajax    | Ajax | Ajax | Ajax      | Ajax      |           |           | Tecmessa  | Tecmessa  | Tecmessa | Tecmessa | Tecmessa | Tecmessa |          |          | Achilles | Achilles | Achilles | Achilles | Achilles | Achilles |        |        |             |             |             |             | Deidameia   | Deidameia   | Deidameia | Deidameia | Deidameia | Deidameia |        |        | Eetion     | Eetion     | Eetion     | Eetion     | Eetion     | Eetion     |          |          | Patroklos | Patroklos | Patroklos | Patroklos | Patroklos | Patroklos |       |       |       |       |
|         |         |         |         | Ajax    | Ajax    | Ajax | Ajax | Ajax      | Ajax      |           |           | Tecmessa  | Tecmessa  | Tecmessa | Tecmessa | Tecmessa | Tecmessa |          |          | Achilles | Achilles | Achilles | Achilles | Achilles | Achilles |        |        |             |             |             |             | Deidameia   | Deidameia   | Deidameia | Deidameia | Deidameia | Deidameia |        |        | Eetion     | Eetion     | Eetion     | Eetion     | Eetion     | Eetion     |          |          | Patroklos | Patroklos | Patroklos | Patroklos | Patroklos | Patroklos |       |       |       |       |
|         |         |         |         |         |         |      |      |           |           |           |           |           |           |          |          |          |          |          |          |          |          |          |          |          |          |        |        |             |             |             |             |             |             |           |           |           |           |        |        |            |            |            |            |            |            |          |          |           |           |           |           |           |           |       |       |       |       |
|         |         |         |         |         |         |      |      | Eurysaces | Eurysaces | Eurysaces | Eurysaces | Eurysaces | Eurysaces |          |          | Hermione | Hermione | Hermione | Hermione | Hermione | Hermione |          |          |          |          |        |        | Neoptolemus | Neoptolemus | Neoptolemus | Neoptolemus | Neoptolemus | Neoptolemus |           |           |           |           |        |        | Andromache | Andromache | Andromache | Andromache | Andromache | Andromache |          |          |           |           |           |           |           |           |       |       |       |       |
|         |         |         |         |         |         |      |      | Eurysaces | Eurysaces | Eurysaces | Eurysaces | Eurysaces | Eurysaces |          |          | Hermione | Hermione | Hermione | Hermione | Hermione | Hermione |          |          |          |          |        |        | Neoptolemus | Neoptolemus | Neoptolemus | Neoptolemus | Neoptolemus | Neoptolemus |           |           |           |           |        |        | Andromache | Andromache | Andromache | Andromache | Andromache | Andromache |          |          |           |           |           |           |           |           |       |       |       |       |
|         |         |         |         |         |         |      |      |           |           |           |           |           |           |          |          |          |          |          |          |          |          |          |          |          |          |        |        |             |             |             |             |             |             |           |           |           |           |        |        |            |            |            |            |            |            |          |          |           |           |           |           |           |           |       |       |       |       |
|         |         |         |         |         |         |      |      |           |           |           |           |           |           |          |          |          |          |          |          |          |          |          |          |          |          |        |        |             |             |             |             |             |             |           |           |           |           |        |        |            |            |            |            |            |            |          |          |           |           |           |           |           |           |       |       |       |       |
|         |         |         |         |         |         |      |      |           |           |           |           |           |           |          |          |          |          |          |          |          |          |          |          | Pielos   | Pielos   | Pielos | Pielos | Pielos      | Pielos      |             |             | Molossos    | Molossos    | Molossos  | Molossos  | Molossos  | Molossos  |        |        | Peramos    | Peramos    | Peramos    | Peramos    | Peramos    | Peramos    |          |          |           |           |           |           |           |           |       |       |       |       |

## Voetnoten
1. ↑  De naam is waarschijnlijk van niet-Indo-Europese oorsprong en werd, naargelang dit metrisch uitkwam, met één of twee lambda's geschreven, zie Griekse metriek.
2. ↑  Hubert Cancic e.a., Der Neue Pauly, (Stuttgart, 1996-2006) 77,78
3. ↑  Pierre Grimal e.a., Oxford Classical Dictionary, (Oxford, 1993) 6,7
4. ↑  Aischylos, Prometheus geboeid 755-768; Pindaros, Nemeïsche oden V 34-37, Isthmische oden VIII 26-47; Poeticon astronomicon II 15.
5. ↑  Apollonios van Rhodos, Argonautica IV 869-879.
6. ↑  Hesiodos, Gynaikōn katalogos fr. 300 MW vermeldt water; Lycophron, Alexandra 177-179 meent dat het om vuur ging en preciseert dat zes kinderen op deze manier stierven.
7. ↑  XXI 139-169.
8. ↑  Hesiodos, Gynaikōn katalogos fr. 204.87-89 MW; Ilias XI 830-832. Zie ook Pindaros, Pythische oden VI 21.3, Nemeïsche oden III 43-58. De opvoeding van Achilles door Cheiron is het onderwerp van een verloren gedicht van Hesiodos: De voorschriften van Cheiron. T. Gantz, Early Greek Myth. A Guide to Literature and Artistic Sources, Baltimore, 1993, p. 231 en C.J. Mackie, 'Achilles' Teachers. Chiron and Phoenix in the Iliad', in G&R² 44 (1997), p. 1.
9. ↑  Plutarchus, Griekse vragen 28; Ioannes Tzetzes, ad Lycophron.
10. ↑  (passages?)
11. ↑  Ioannes Tzetzes, ad Lycophron.
12. ↑  Mythographus Vaticanus (I).
13. ↑  G. Hedreen, The Cult of Achilles in the Euxine, in Hesperia 60 (1991), p. 314.
14. ↑  G. Hedreen, The Cult of Achilles in the Euxine, in Hesperia 60 (1991), pp. 313-330.

- Catàleg d'autoritats de noms i títols de Catalunya: 981058619158206706
- Gemeinsame Normdatei: 118500384
- Library of Congress Control Number: no2015006387
- Nationale Bibliotheek van Tsjechië: jo2016908864
- Nationale Bibliotheek van Israël: 987007324585405171
- Système universitaire de documentation: 027276031
- Virtual International Authority File: 57405744
- WorldCat: E39PCjCj6QHtFfJmMTFFVHBhpd